# Eider Unanue Elorza
Eider Unanue Elorza (Zumaia, Guipúscoa, 19 de novembre de 1996) és una ciclista basca que combina la carretera amb el ciclisme en pista.

## Palmarès en pista
- 2014
  -  Campiona d'Espanya en Persecució per equips (amb Irene Usabiaga, Ane Iriarte i Ana Usabiaga)